# Історія української ілюстрації
Історія української ілюстрації — історія ілюстрації, виконаної українськими ілюстраторами.
Вивчає розвиток, національні та стилістичні особливості ілюстрації в Україні.

## Ілюстрація часів Київської Русі

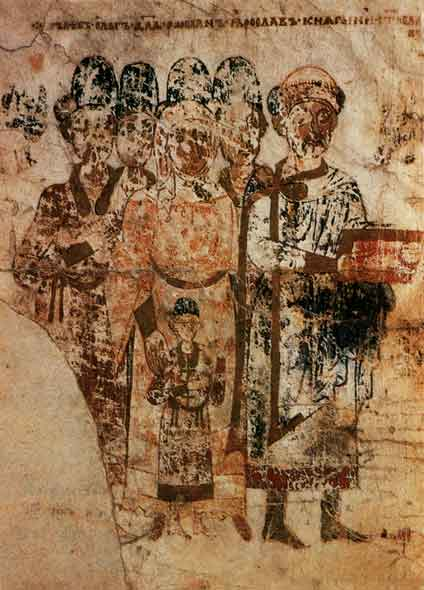
Святослав Ярославич з родиною. Ілюстрація до «Ізборника Святослава».

Книжкова ілюстрація з'являється на території України зі створенням перших рукописних книг після християнізації Русі. Це переважно мініатюри релігійного характеру, розміщені в переписаних манускриптах: зображення святих, євангелістів, княжих родин.
До пам'яток XI століття з першими ілюстраціями відносяться «Остромирове Євангеліє» (1056-1057), та «Ізборник Святослава» (1073). Ілюстрації в них, а також в пізніших рукописах, виконані в візантійському стилі та наслідують стилістику інших жанрів тих часів — іконопису, фресок та мозаїк. 
До інших ілюстрованих видань періоду належать «Трірський псалтир», «Юр'ївське Євангеліє», «Добрилове Євангеліє», «Оршанське Євангеліє», «Галицьке Євангеліє». Велику кількість дрібних ілюстрацій на полях містить «Київський псалтир».

## Ілюстрація XVI-XVIII століття

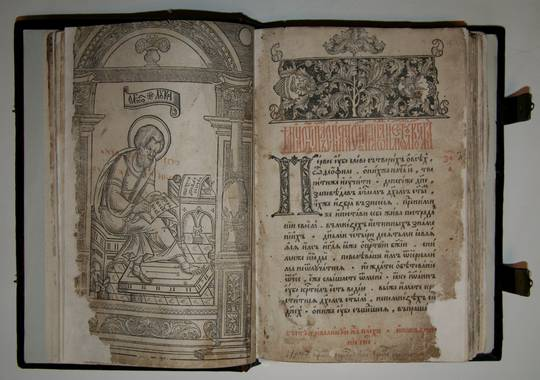
Гравюра з зображенням Євангеліста Луки в обрамленні у вигляді ренесансового порталу. Львівський «Апостол», 1574

У цей період паралельно розвиваються мініатюри в рукописних книгах та друковані гравюри. У XVI столітті стала різноманітнішою тематика ілюстрацій, з'явились історичні і побутові сцени. 
У гравюрах XVII століття відбувається поступовий відхід від стилістики іконопису, відчувається вплив європейського Ренесансу. З'являються світські гравюри, що зображають діячів українського козацтва. 
Наприкінці XVII — на початку XVIII ст. українські гравюри збагачуються стилістикою бароко, оздоблення книг стає складнішим та багатшим. Найвідомішим представником цього періоду є Олександр Тарасевич, який започаткував власну школу українського граверства, яка дотримувалася загальноєвропейських тенденцій.
В середині XVIII ст. провідним стилем української ілюстрації став рококо, у якому працював, зокрема, Григорій Левицький. 
Головними осередками розвитку ілюстрації у XVIII ст. були Київ, Львів, Почаїв, Унів та Борзенський повіт на Чернігівщині.

## Українська ілюстрація XIX — початку XX століття

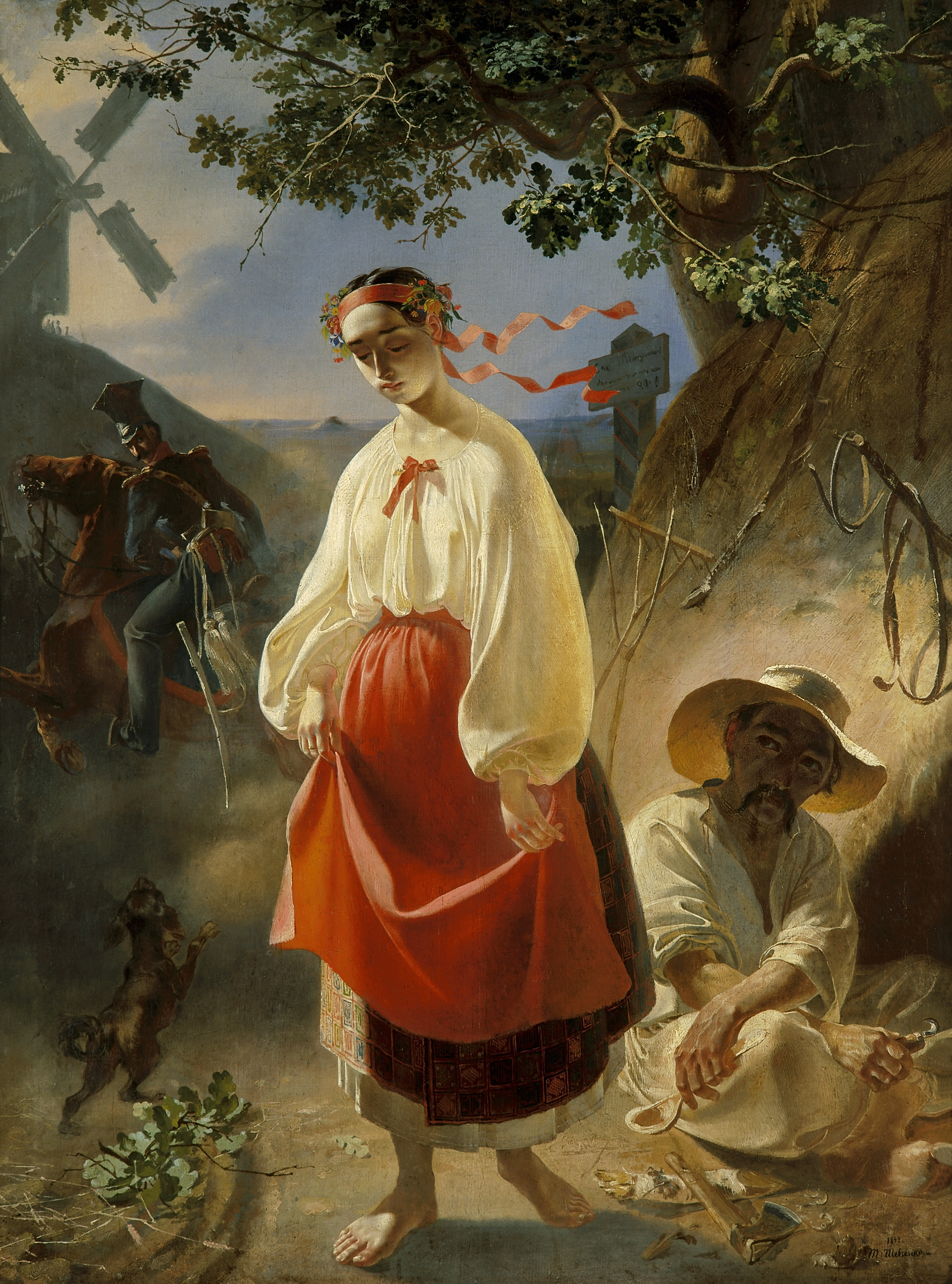
Катерина. Автоілюстрація Т. Шевченка (1842)

У XIX століття продовжує розвиватись гравюра, тепер вже у стилі класицизму.
Найяскравішою постаттю в українській ілюстрації XIX століття є Тарас Шевченко, який, окрім оригінальних сюжетів, малював також гравюри, акварелі та рисунки олівцем та пером як ілюстрації до своїх або чужих текстів. Серед творів, які ілюстрував Шевченко, поема О. Пушкіна «Полтава», «Знахар» Г. Квітки-Основ’яненка, «Тарас Бульба» М. Гоголя,  «Король Лір» В. Шекспіра. Ілюстрації Шевченка мали значний вплив на подальший розвиток цього жанру в Україні.
У цей період над ілюстраціями також працювали художники К. Трутовський, О. Сластьон, П. Мартинович, І. Їжакевич, В. Кричевський. З'являється різноманітність художніх стилів.

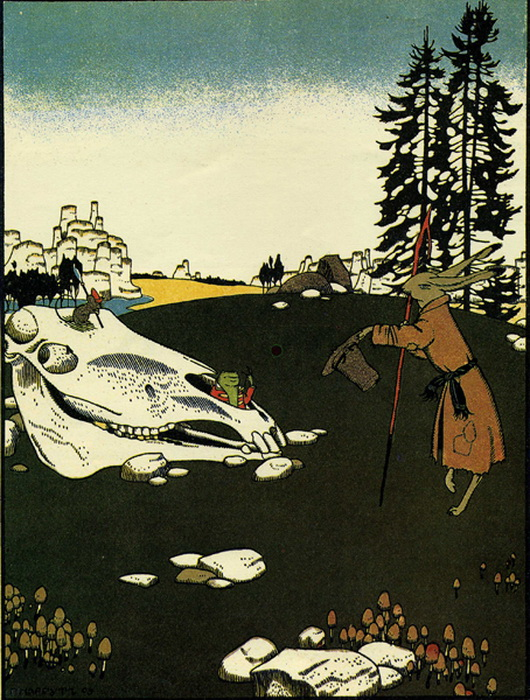
Г. Нарбут, ілюстрація до казки «Теремок»

Новий етап у розвитку української ілюстрації пов'язаний з творчістю Георгія Нарбута, який започаткував унікальний український стиль. При цьому від спирався на українські традиції XVII - початку XIX століття, звідки запозичив силуетні ілюстрації та окремі елементи бароко. Г. Нарбут є автором ілюстрацій до народних казок і пісень, казок Андерсена, байок І. Крилова, а також ілюстрованої української абетки.
Важливий вклад в розвиток української ілюстрації зробив також Михайло Бойчук та його школа, які звертались до старовізантійських традицій та української народної творчості.

## Українська ілюстрація в радянські часи
Українська ілюстрація продовжила активно розвиватися у 1920-ті роки. Із збільшенням кількості шкіл та обсягів друку дитячих книг, найшвидше розвивалась дитяча ілюстрація. Існували різноманітні авторські стилі як чорно-білої, так і кольорової ілюстрації. До визначних дитячих ілюстраторів цього періоду належать Микола Алексєєв, Лев Каплан, Борис Крюков, Петро Лапин, Олексій Маренков.
Розвиток ілюстрації було обмежено у 1930-х через репресії та введення обов'язкового стилю — соціалістичного реалізму. Українська ілюстрація наступних років фактично залишалась в руслі радянської ілюстрації, дотримуючись принципів партійності», «народності», «класовості» та «ідейності». 
Нова хвиля розвитку розпочалась з послабленням цензури в 1960-х. Найкраще це помітно в дитячій ілюстрації, де вимоги до реалізму були не такими жорсткими, а тенденції шістдесятництва збереглись аж до 80-х років. У цей період на дитячу ілюстрацію значно впливала народна творчість та українських декоративний живопис, що призвело до формування унікального національного стилю.
Відомими українськими ілюстраторами 1970-тих — 1980-тих років є Володимир Голозубів, В’ячеслав Легкобит [Архівовано 2 квітня 2022 у Wayback Machine.], Валентина Мельниченко, Георгій Якутович, Юлій Крига, Іван-Валентин Задорожний.

## Ілюстрація незалежної України
Для сучасної української ілюстрації характерне поєднання великої кількості розрізнених напрямків і стилів. Після розпаду СРСР на українську ілюстрацію почали активно впливати європейські та світові тенденції, з'явились новаторські підходи, нові жанри, комп'ютерна графіка та комерційна ілюстрація.
Розвиток дитячої книжкової ілюстрації, починаючи з 1992 року, пов'язаний з діяльністю видавництва «А-ба-ба-га-ла-ма-га», яке працювало з  Владиславом Єрком, Костем Лавром та іншими ілюстраторами. З 2001 року почало свою діяльність «Видавництво Старого Лева», яке випускає ілюстровані дитячі та дорослі видання.
Українська ілюстрація також має успіх за кордоном. Лідером за продажем українських ілюстрованих видань закордон є «Видавництво Старого Лева», а одними з найпопулярніших ілюстраторів — творча майстерня «Аґрафка».

## Досягнення та перемоги
- 2000 — українська ілюстраторка Наталія Музиченко увійшла до Почесного списку ілюстраторів за версією журі Літературної премії Андерсена.
- 2004 — Лана Королевська увійшла до Почесного списку ілюстраторів Літературної премії Андерсена.
- 2012 — Володимир Штанко увійшов до Почесного списку ілюстраторів Літературної премії Андерсена.
- 2014 — Марина Пузиренко увійшла до Почесного списку ілюстраторів Літературної премії Андерсена.[7]
- 2017 — Надія Дойчева-Бут отримала перемогу в міжнародному конкурсі ілюстрації IJungle Illustration Awards за ілюстрацію до майбутньої книжки Анастасії Лавренішиної «Дрімучий ліс».[8]
- 2017 — книжки творчої майстерні «Аґрафка» «Голосно, тихо, пошепки» та  «Франко від А до Я» здобули нагороду BIB PLAQUE від Бієнале Ілюстрації у Братиславі.[9]
- 2020 — Тетяна Якунова перемогла у IJungle Illustration Awards у категорії комерційної ілюстрації.[10]
- 2020 — Альона Шостко перемогла у IJungle Illustration Awards в номінації Книжкова ілюстрація за книгу «Ці дивовижні українці».[11]